# Ambrosia psilostachya
Ambrosia psilostachya és una espècie de planta herbàcia asteràcia. És nadiua de la major part d'Amèrica del Nord; inclou tot el sud del Canadà, Estats Units i Mèxic septentrional. S'ha difós a altres llocs del món incloent Catalunya.

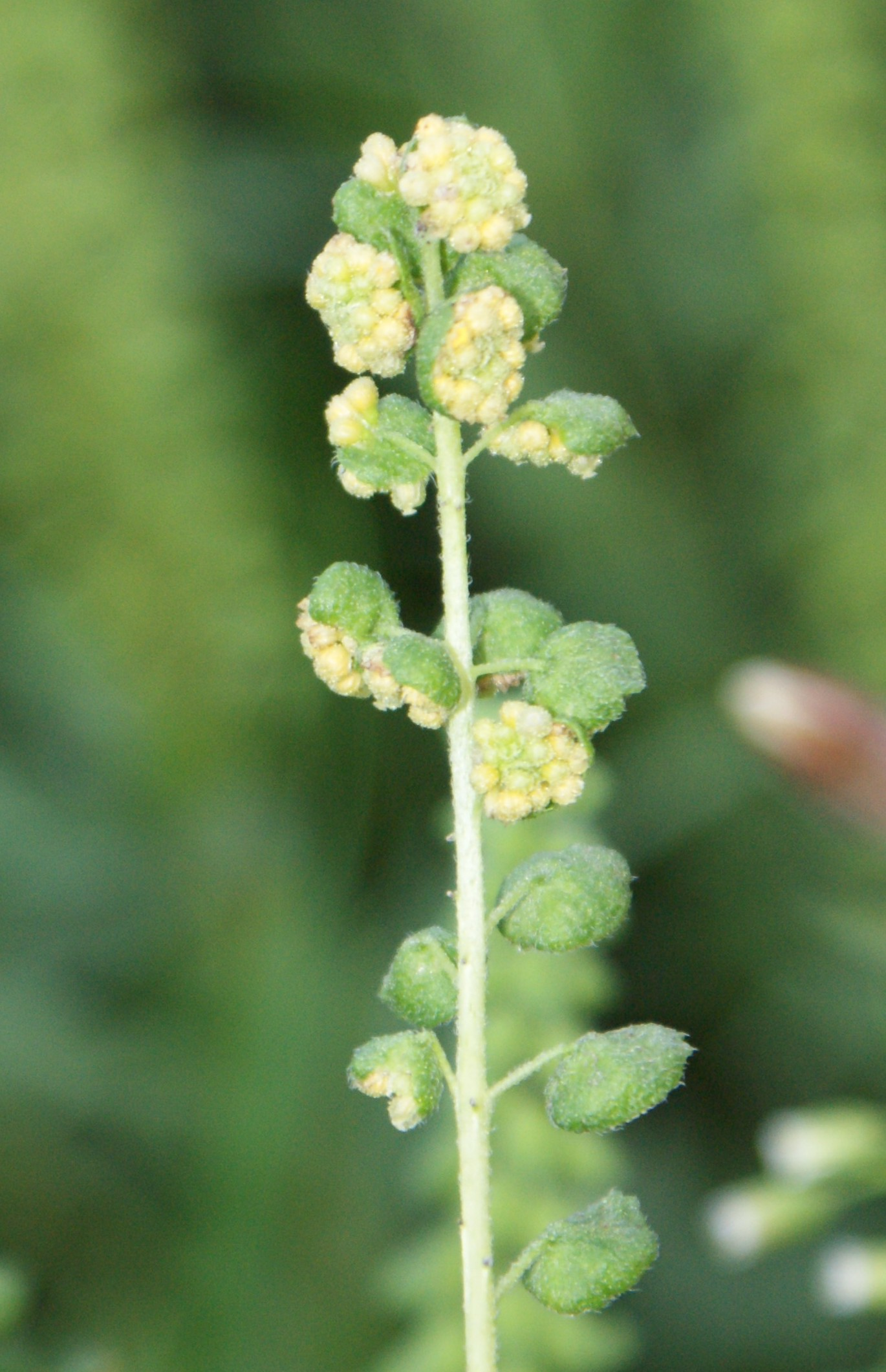
Inflorescència

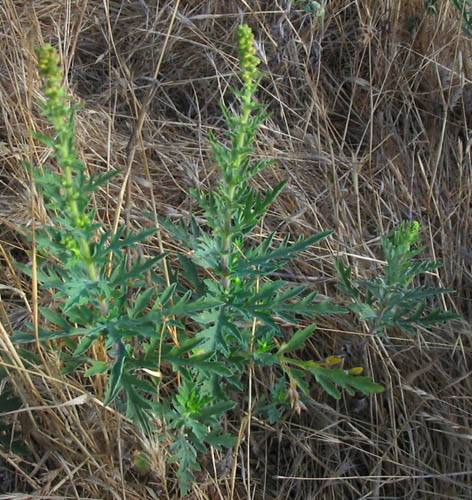
En el seu hàbitat

## Descripció
Herbàcia perenne erecta amb tiges primes de fins a 2 metres d'alt. Les fulles són de fins a 12 cm de llargada amb molts lòbuls. Tija i fulles són piloses. Té un rizoma reptant.

## Usos
A la Baixa Califòrnia se'n fan infusions contra el mal de panxa. Presenta els sesquiterpens
ambrosiol, coronopilíl, cumanina i altres. Extracte alcohòlic amb acció microbiana contra Staphylococcus aureus, Bacillus subtilis i Streptococcus faecalis.

## Taxonomia
Ambrosia psilostachya va ser descrita per A. P. de Candolle en Prodromus Systematis Naturalis Regni Vegetabilis 5: 526, 1836.
Etimologia
psilostachya: epítet específic.
Sinònims
- Ambrosia artemisiifolia var. trinitensis Griseb.
- Ambrosia californica Rydb.
- Ambrosia coronopifolia Torr. & A.Gray
- Ambrosia hispida Torr.
- Ambrosia lindheimeriana Scheele
- Ambrosia peruviana DC.
- Ambrosia psilostachya var. californica (Rydb.) S.F.Blake
- Ambrosia psilostachya var. coronopifolia (Torr. & A.Gray) Farw.
- Ambrosia psilostachya var. lindheimeriana (Scheele) Blank.
- Ambrosia rugelii Rydb.[3]